# Грос-Шаксдорф-Зиммерсдорф
Грос-Шаксдорф-Зиммерсдорф (нем. Groß Schacksdorf-Simmersdorf) — община в Германии, в земле Бранденбург.
Входит в состав района Шпре-Найсе. Подчиняется управлению Дёберн-Ланд. Население составляет 1070 человек (на 31 декабря 2010 года). Занимает площадь 25,11 км².
Официальным языком в населённом пункте, помимо немецкого, является лужицкий.
| Год  | Население |
| ---- | --------- |
| 2005 | 1167      |
| 2010 | 1145      |